# James Stephenson
James Stephenson (* 14. April 1889 in Selby, North Yorkshire; † 29. Juli 1941 in Pacific Palisades, Kalifornien, USA) war ein britischer Theater- und Filmschauspieler.

## Leben und Karriere
James Stephenson wurde als Sohn eines Drogisten geboren und verlebte seine Jugend mit seinen zwei Brüdern in England. Er arbeitete als Bankangestellter und Geschäftsmann, bevor er ins Schauspielgeschäft gelangte. Er betätigte sich zunächst ausschließlich als Theaterschauspieler. Erst nachdem Stephenson in den 1930er-Jahren in die USA ausgewandert war, gab er 1937 im Alter von 48 Jahren sein Filmdebüt. 
In den nächsten vier Jahren drehte Stephenson insgesamt 39 Filme, die meisten davon für Warner Brothers. Vornehmlich verkörperte er in Nebenrollen elegante Schurken oder Gentlemans. Er spielte unter anderem in Die Teufelsinsel an der Seite von Boris Karloff sowie in Der Herr der sieben Meere mit Errol Flynn. 1940 wurde Stephenson für das Filmdrama Das Geheimnis von Malampur in der Rolle eines scharfsinnigen Anwaltes besetzt, der in einen Gewissenskonflikt gerät, weil er Bette Davis’ Hauptfigur in einem Mordprozess verteidigt, obgleich er deren Schuld erkannt hat. Für diese Darbietung wurde er für den Oscar in der Kategorie Bester Nebendarsteller nominiert. Danach nahm die Qualität seiner Rollenangebote zu und er spielte beispielsweise kurz vor seinem Tod eine Hauptrolle im Film Shining Victory an der Seite von Geraldine Fitzgerald. 
Während Stephenson für die Rolle des Dr. Tower in dem Filmdrama Kings Row besetzt war, erlitt er im Juli 1941 einen Herzinfarkt, an dem er im Alter von 52 Jahren verstarb. Er wurde in Kings Row durch seinen britischen Landsmann Claude Rains ersetzt. Er ist auf dem kalifornischen Friedhof Forest Lawn Memorial Park beigesetzt worden.

## Filmografie
- 1937: The Perfect Crime
- 1937: The Man Who Made Diamonds
- 1937: You Live and Learn
- 1937: Take It from Me
- 1938: White Banners
- 1938: The Dark Stairway
- 1938: Mr. Satan
- 1938: It's in the Blood
- 1938: When Were You Born
- 1938: Cowboy from Brooklyn
- 1938: Der kleine Star (Boy Meets Girl)
- 1938: Nancy Drew: Detective
- 1938: Überfall auf die Arctic Queen (Heart of the North)
- 1939: King of the Underworld
- 1939: Die Teufelsinsel (Devil's Island)
- 1939: Torchy Blane in Chinatown
- 1939: Secret Service of the Air
- 1939: The Adventures of Jane Arden
- 1939: On Trial
- 1939: Wanted by Scotland Yard
- 1939: Ich war ein Spion der Nazis (Confessions of a Nazi Spy)
- 1939: Sons of Liberty (Kurzfilm)
- 1939: Drei Fremdenlegionäre (Beau Geste)
- 1939: Die alte Jungfer (The Old Maid)
- 1939: Geheimagenten (Espionage Agent)
- 1939: Günstling einer Königin (The Private Lives of Elizabeth and Essex)
- 1939: The Monroe Doctrine (Kurzfilm)
- 1939: Ihr seid nicht allein (We Are Not Alone)
- 1940: Wolf of New York
- 1940: Calling Philo Vance
- 1940: Murder in the Air
- 1940: River's End
- 1940: Der Herr der sieben Meere (The Sea Hawk)
- 1940: Ein Mann mit Phantasie (A Dispatch from Reuter’s)
- 1940: Das Geheimnis von Malampur (The Letter)
- 1940: South of Suez
- 1941: Dem Schicksal vorgegriffen (Flight from Destiny)
- 1941: Shining Victory
- 1941: International Squadron